# John Clark (Georgiapolitiker)
John Clark, född 28 februari 1766 i Edgecombe County i Provinsen North Carolina, död 12 oktober 1832 i Washington County (i nuvarande Bay County) i Floridaterritoriet, var en amerikansk politiker (demokrat-republikan). Han var Georgias guvernör 1819–1823.
Clark efterträdde 1819 Matthew Talbot som guvernör och efterträddes 1823 av George Troup.